# Рюшликон
Рюшликон (нем. Rüschlikon) — коммуна в Швейцарии, в кантоне Цюрих.
Входит в состав округа Хорген. Население составляет 5056 человек (на 31 декабря 2007 года). Официальный код — 0139.

## История
Самыми ранними археологическими находками являются курганы гальштатской культуры раннего железного века (800-450 гг. до н.э.) на горе Циммерберг. Название Рюшликон алеманнское и впервые появляется в документах около 1153 года как Руослинховен. В начале 1980-х годов Рюшликон перекрыл многие небольшие переулки от Тальвиля, чтобы движение между Цюрихом и Тальвилем не могло их использовать. Центр глобального диалога Swiss Re находится в Рюшликоне. Центр построен на территории виллы Бодмер, которая принадлежала швейцарскому промышленнику Карлу Мартину Леонхарду Бодмеру. Вальтер Миттельхольцер (1919 г.) Генеральный директор компании Glencore Иван Глазенберг является жителем Рюшликона. Глазенберг заплатил 360 миллионов швейцарских франков (240 миллионов фунтов стерлингов) в виде налогов Rüschlikon после размещения Glencore на Лондонской фондовой бирже. Деньги позволили резидентам снизить ставку налогообложения на 7%, что было одобрено подавляющим большинством после общественного голосования. Деньги вызвали критику со стороны некоторых жителей Рюшликона в связи с предполагаемой неоднозначной деловой практикой Glencore. Финансовый директор близлежащего сельского совета Винтертура, который должен получить большую часть денег через систему, которая отводит средства в беднейшие деревни, сказал: «Я не очень доволен этими деньгами. Я не могу игнорировать, кто на самом деле расплачиваться за это, и мне не нравится тот факт, что несколько товарных трейдеров зарабатывают миллиарды, в то время как люди в странах-производителях остаются крайне бедными».